# Bartolomeo Bolla
Bartolomeo Bolla (Stella, 1º febbraio 1896 – Roma, 27 ottobre 1979) è stato un politico italiano.

## Biografia
Agricoltore, esponente ligure della Democrazia Cristiana. Candidato alla Camera alle elezioni politiche del 1948, non risulta eletto, ma diventa deputato all'inizio del 1951 dopo le dimissioni del collega Vittorio Pertusio; conferma poi il proprio seggio a Montecitorio per altre due legislature consecutive, restando in carica fino al 1963.
Muore nell'ottobre 1979 all'età di 83 anni. Successivamente in suo onore il comune di Albenga ha intitolato una piazza.